# Дриппінг-Спрінгс (Техас)
Дриппінг-Спрінгс (англ. Dripping Springs) — місто (англ. city) в США, в окрузі Гейс штату Техас. Населення — 4650 осіб (2020).

## Географія
Дриппінг-Спрінгс розташований за координатами 30°11′14″ пн. ш. 98°5′15″ зх. д. / 30.18722° пн. ш. 98.08750° зх. д. (30.187317, -98.087588).  За даними Бюро перепису населення США в 2010 році місто мало площу 10,01 км², уся площа — суходіл. В 2017 році площа становила 16,57 км², уся площа — суходіл.

## Демографія
Згідно з переписом 2010 року, у місті мешкало 1788 осіб у 662 домогосподарствах у складі 455 родин. Густота населення становила 179 осіб/км².  Було 723 помешкання (72/км²).
Расовий склад населення:
| - 81,5 % — білих - 1,3 % — корінних американців - 0,9 % — чорних або афроамериканців - 0,1 % — азіатів - 14,0 % — осіб інших рас |

До двох чи більше рас належало 2,2 %. Частка іспаномовних становила 29,1 % від усіх жителів.
За віковим діапазоном населення розподілялося таким чином: 28,3 % — особи молодші 18 років, 59,1 % — особи у віці 18—64 років, 12,6 % — особи у віці 65 років та старші. Медіана віку мешканця становила 37,8 року. На 100 осіб жіночої статі у місті припадало 104,3 чоловіків;  на 100 жінок у віці від 18 років та старших — 105,1 чоловіків також старших 18 років.
Середній дохід на одне домашнє господарство  становив 78 689 доларів США (медіана — 59 618), а середній дохід на одну сім'ю — 92 425 доларів (медіана — 79 556). Медіана доходів становила 54 167 доларів для чоловіків та 34 702 долари для жінок. За межею бідності перебувало 18,5 % осіб, у тому числі 27,7 % дітей у віці до 18 років та 8,1 % осіб у віці 65 років та старших.
Цивільне працевлаштоване населення становило 1128 осіб. Основні галузі зайнятості: освіта, охорона здоров'я та соціальна допомога — 19,9 %, науковці, спеціалісти, менеджери — 15,5 %, будівництво — 14,5 %.